# Ricreazione - La scuola è finita
Ricreazione - La scuola è finita (Recess: School's Out) è un film d'animazione del 2001 diretto da Chuck Sheetz, basato sulla serie animata Ricreazione. Il film è stato prodotto da Walt Disney Pictures, è uscito nelle sale americane nel 2001.

## Trama
Giunto al termine di un lungo e faticoso anno scolastico, T.J. Detweiller non vede l'ora che arrivino le vacanze per un meritato periodo di riposo e divertimento. I suoi progetti vanno però in fumo quando scopre che tutti i suoi amici sono in partenza per il campeggio estivo e lui si ritroverà solo per tutta l'estate. Un giorno, passando in bicicletta davanti alla scuola deserta, scopre una misteriosa luce verde. Deriso da genitori e poliziotti, T.J. decide di rivolgersi al burbero preside Prickly che lo prende sul serio. Ma quando il preside, non appena oltrepassato il cancello, scompare in un turbine di elettricità, T.J. si vede costretto a richiamare dal campeggio gli amici Spinelli, Mikey, Vince, Gretchen e Gus per tentare di risolvere il mistero.